# Flucht nach Nevada
Flucht nach Nevada ist ein US-amerikanischer Western aus dem Jahr 1948 von Alfred E. Green mit dem Schauspieler-Ehepaar Joel McCrea und Frances Dee in den Hauptrollen. Der Film wurde von Harry Sherman Pictures produziert und basiert auf der Novelle Pasó Por Aquí von Eugene M. Rhodes, die vom 20. bis zum 27. Februar 1926 in der The Saturday Evening Post veröffentlicht wurde.

## Handlung
Die Bewohner der Stadt Santa Maria in New Mexico heißen den neuen US-Marshall Pat Garrett willkommen. Zur gleichen Zeit überfällt Ross McEwan eine Bank. Für das geraubte Geld übergibt er dem Bankier Frenger einen Schuldschein, dann reitet er mit ihm aus der Stadt. Nach einiger Zeit lässt er ihn ohne Pferd und Stiefel wieder frei. Zurück in der Stadt setzt Frenger eine Belohnung von 3.000 Dollar für die Ergreifung des Bankräubers aus.
Ross sichtet einen Zug und versucht, ihn zu erreichen. Auch der Biss einer Klapperschlange hält ihn nicht auf. Er lässt Pferd und Sattel zurück und kann mit Hilfe des mexikanischen Spielers Monte Marquez den Zug besteigen. Er trifft auf die Krankenschwester Fay Hollister, die sich um die Bisswunde kümmert. Pat Garrett hat mit einigen Männern die Verfolgung aufgenommen. Er findet den Sattel und fragt sich wegen der in der Nähe befindlichen Gleise, ob Ross mit dem Zug geflohen ist.
Da die Zugstrecke unterspült wurde, müssen die Passagiere den Zug in Albuquerque verlassen. Der nächste Zug wird erst in einer Woche erwartet, doch für ein paar Passagiere gibt es die Möglichkeit mit einem Postwagen weiterzureisen. Ross, Fay und Monte können die Reise, die zwei Tage dauern soll, fortsetzen. Unterwegs machen sie an einer Station Halt, in dessen Nähe der Inscription Rock steht. An dem Felsen befindet sich eine Inschrift: Pasó por aquí (dt.: Er kam hier entlang). Aus Santa Maria treffen Fahndungsplakate ein und Fay erinnert sich, dass Ross in der Nähe der Stadt in den Zug kam.
Endlich kann die Gruppe wieder per Zug reisen und kommt in Alamogordo an. Ross schickt sein erbeutetes Geld an seinen Vater. Dann wird er von Monte in den Long Horn Saloon eingeladen, den Monte mit seinem Cousin führt. Monte hegt wie Fay den Verdacht, dass Ross der gesuchte Bankräuber ist, stellt ihn dennoch dem Rinderbaron Burnett vor. Der stellt ihn als Vormann ein. Ross macht Fay den Hof, die fordert ihn jedoch auf, zuerst alle Angelegenheiten zu klären.
In der Zwischenzeit haben auch Garrett und sein Deputy Clint Waters Alamogordo erreicht. Sheriff Egan erzählt dem Marshall von Burnetts neuem Vormann. Sie gehen in den Saloon, in dem sich auch gerade Ross aufhält. Monte verrät seinen Freund nicht. Ross will für einige Tage die Stadt verlassen und schenkt Fay einen Ring. Fay folgt ihm, Ross erzählt ihr vom Überfall und fordert sie auf, zurückzukehren. Sie bleibt bei ihm und reist mit ihm weiter durch New Mexico.
Garrett und einige Männer, darunter zwei Kopfgeldjäger, verfolgen das Paar. Fay schafft es nicht, Ross zur Aufgabe zu bewegen. Sie verlässt ihn und wird von Garrett gefangen genommen. Ross will die Wüste von White Sands durchqueren und tauscht dafür sein Pferd gegen einen Ochsen. Auf der anderen Seite der Wüste versucht er, bei einem mexikanischen Farmer ein Pferd zu kaufen. Der Farmer Florencio, seine Frau und seine zwei Söhne sind an Diphtherie erkrankt. Ross beschließt, ihnen zu helfen. Da seine Therapie nicht anschlägt, will er professionelle Hilfe suchen. Ross entzündet ein Feuer, um auf sich aufmerksam zu machen, da ein Arzt zwei Tagesreisen entfernt ist.
Garrett und Waters bemerken das Feuer. Garrett findet Ross, der sich in schlechter Verfassung befindet. Waters reitet los, um einen Arzt zu holen, währenddessen hilft Garrett, die Farmerfamilie zu pflegen. Waters kehrt mit einem Arzt zurück, auch Fay und Monte, ein Neffe Florencios, sind mitgekommen. Monte verrät Ross immer noch nicht an Garrett und stellt Ross Fay vor, als hätten sie sich noch nie gesehen. 
Als die Farmerfamilie wieder gesund ist, reitet Garrett los. Monte will sich mit Ross an der Station treffen und ihn mit Vorräten ausrüsten. Garrett ist nicht weit geritten und fängt Ross ab. Er klärt ihn auf, dass er wisse, wer er sei. Er kann ihn zur Aufgabe bewegen und will vor Gericht zu seinen Gunsten aussagen. Bevor er mit Garrett nach Alamogordo reitet, sucht Ross Fay an der Station auf. Er erzählt ihr, dass er aufgegeben habe und mit ihr bald zusammen sein könne. Monte sagt Fay, dass am Inscription Rock eine weitere Inschrift anzubringen sei: Ross McEwan, un caballero valiente, passend this way (dt.: Ross McEwan, ein Gentleman mit Herz, kam hier entlang).

## Produktion
Gedreht wurde der Film von Anfang Mai bis Mitte Juni 1947 in New Mexico (u. a. in Gallup, Alamogordo, am El Morro National Monument, im White-Sands-Nationalpark) sowie in den California-Studios in Hollywood.

## Stab und Besetzung
Duncan Cramer war der Art Director, Edward R. Robinson der Szenenbildner.
In kleinen nicht im Abspann erwähnten Nebenrollen traten Rudy Bowman und Glenn Strange auf.

## Synchronisation
| Rolle         | Schauspieler     | Deutscher Synchronsprecher |
| ------------- | ---------------- | -------------------------- |
| Ross McEwan   | Joel McCrea      | Siegfried Schürenberg      |
| Fay Hollister | Frances Dee      | Gisela Trowe               |
| Pat Garrett   | Charles Bickford | Wolf Martini               |
| Monte Marquez | Joseph Calleia   | Erich Fiedler              |
| Frenger       | John Parrish     | Robert Klupp               |
| Clint Waters  | Dan White        | Peter Petersz              |
| Ladenbesitzer | Sam Flint        | Carl Heinz Carell          |

## Veröffentlichung
Die Premiere des Films fand am 15. Mai 1948 in Santa Fe (New Mexico) statt. Der allgemeine Kinostart in den USA erfolgte am 3. August 1948. In der Bundesrepublik Deutschland kam er am 18. November 1952 in die Kinos.

## Kritiken
Das Lexikon des internationalen Films schrieb: „Ein unsensationeller, aber spannender und milieuechter Western, der Brutalitäten vermeidet.“
Der Kritiker des TV Guide beschrieb den Film als erfrischend sanften Western. Obwohl die Geschichte rührselig wirke, bringe der harte aber zarte Joel McCrea den Film voran.

## Auszeichnungen
C. Graham Baker und Teddi Sherman wurden 1949 für den Writers Guild of America Award in der Kategorie Best Written American Western nominiert. 